# Jelena Semjonowna Tschischowa

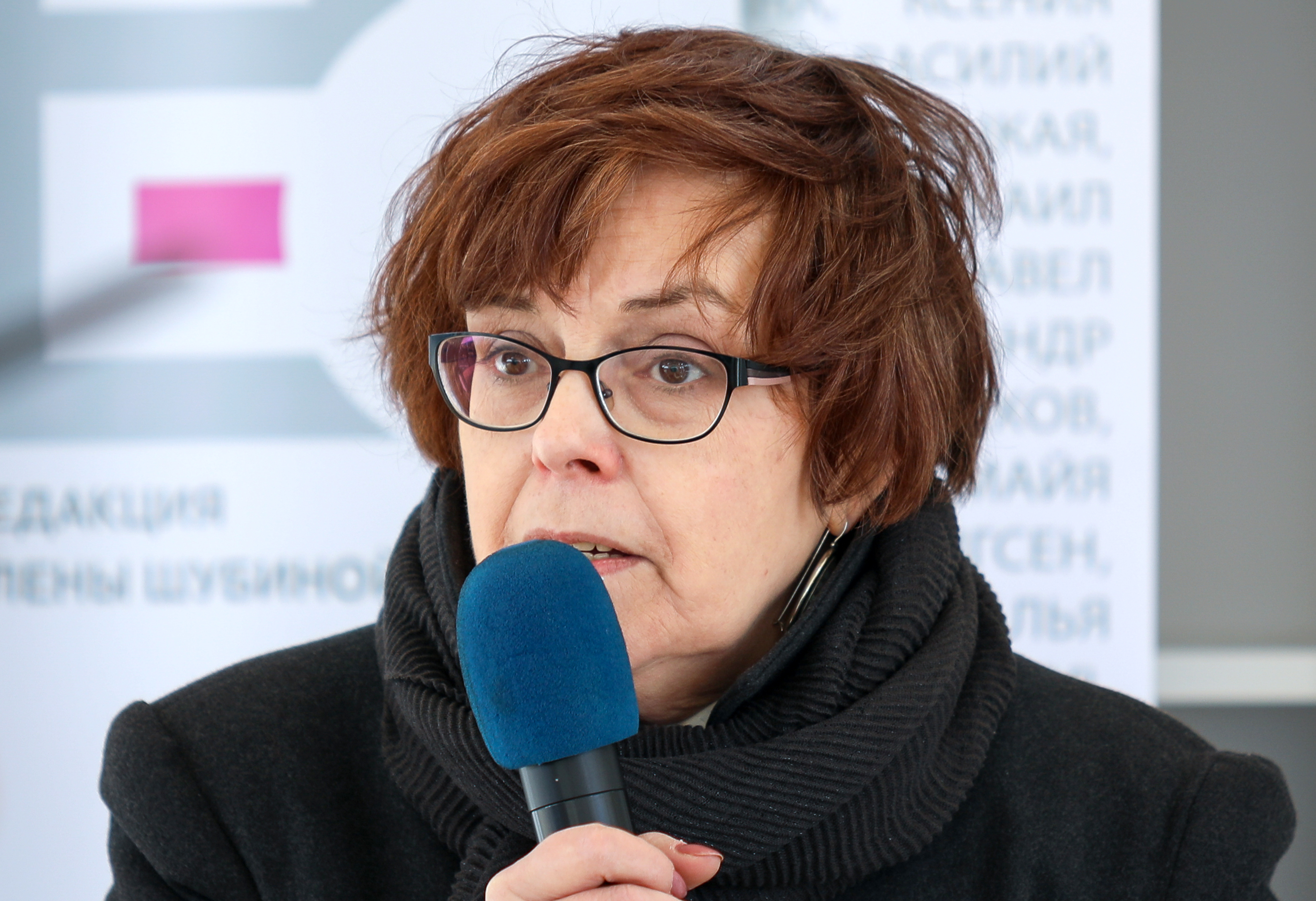
Jelena Tschischowa (2017)

Jelena Semjonowna Tschischowa (russisch Елена Семёновна Чижова, wiss. Transliteration: Elena Semёnovna Čižova; * 4. Mai 1957 in Leningrad) ist eine russische Schriftstellerin.

## Leben
Tschischowa war nach ihrem Studium der Wirtschaftswissenschaften zunächst an der Universität und in der Privatwirtschaft tätig, bevor sie Mitte der 1990er Jahre zu schreiben begann, dies nach dem Erlebnis eines Schiffsbrandes. Für das Buch Die stille Macht der Frauen erhielt sie 2009 den Russischen Booker-Preis. Bis 2017 hat sie neun Bücher veröffentlicht.
Tschischowa ist Vorsitzende der Sankt-Petersburger Sektion des russischen PEN-Clubs.

## Politische Positionen
Im Jahr 2018 beklagte sie die Fremdenfeindlichkeit in Russland, die vom Staat und dessen Propaganda geradezu geschürt werde. 2019 wurde sie wegen ihres in der Schweiz publizierten Essays „Das doppelte Gedächtnis“ von den staatlich kontrollierten Medien attackiert. In dem Essay hatte sie die Auffassung vertreten, dass zu Sowjetzeiten die „Wahrheit über die Blockade“, zu der Fehlentscheidungen der Behörden und Privilegien für die Funktionäre gehört hätten, verschleiert worden sei.

## Werke
- «Крошки Цахес» (2000)
- «Лавра» (2002)
- «Орест и сын» (2007)
- «Die stille Macht der Frauen» (2009), deutsch erschienen 2012, Übersetzung von Dorothea Trottenberg
- «Полукровка» (2010/2005)
- «Die Terrakottafrau» (2011) deutsch erschienen 2015, übersetzt von Dorothea Trottenberg
- «Неприкаянный дом» (2012)
- «Планета грибов» (2014)
- «Китаист» (2017)